# Fortunaportal

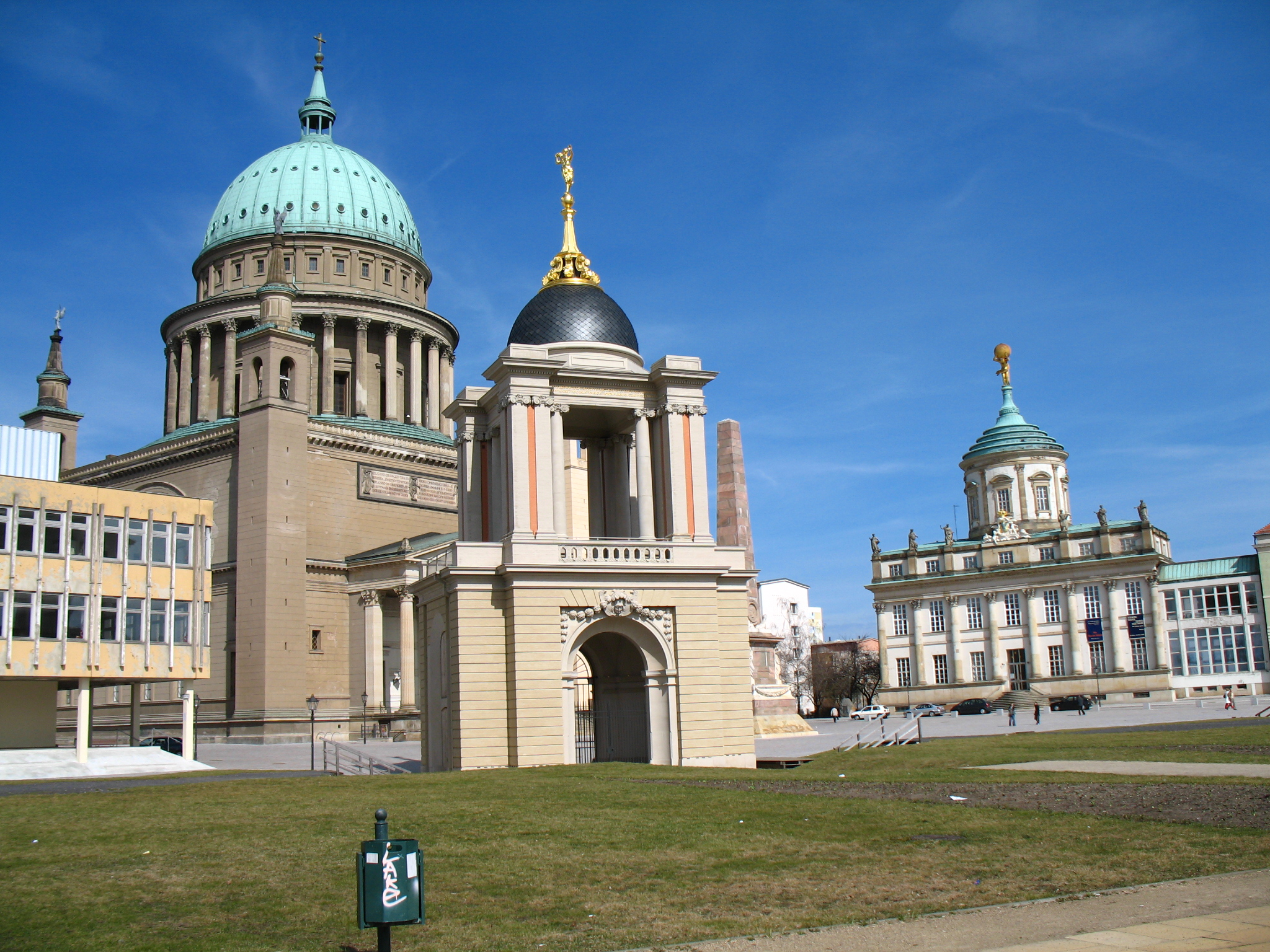
Durch Spenden wiederaufgebautes Fortunaportal des Stadtschlosses, dahinter St. Nikolai und Altes Rathaus, Zustand 2006

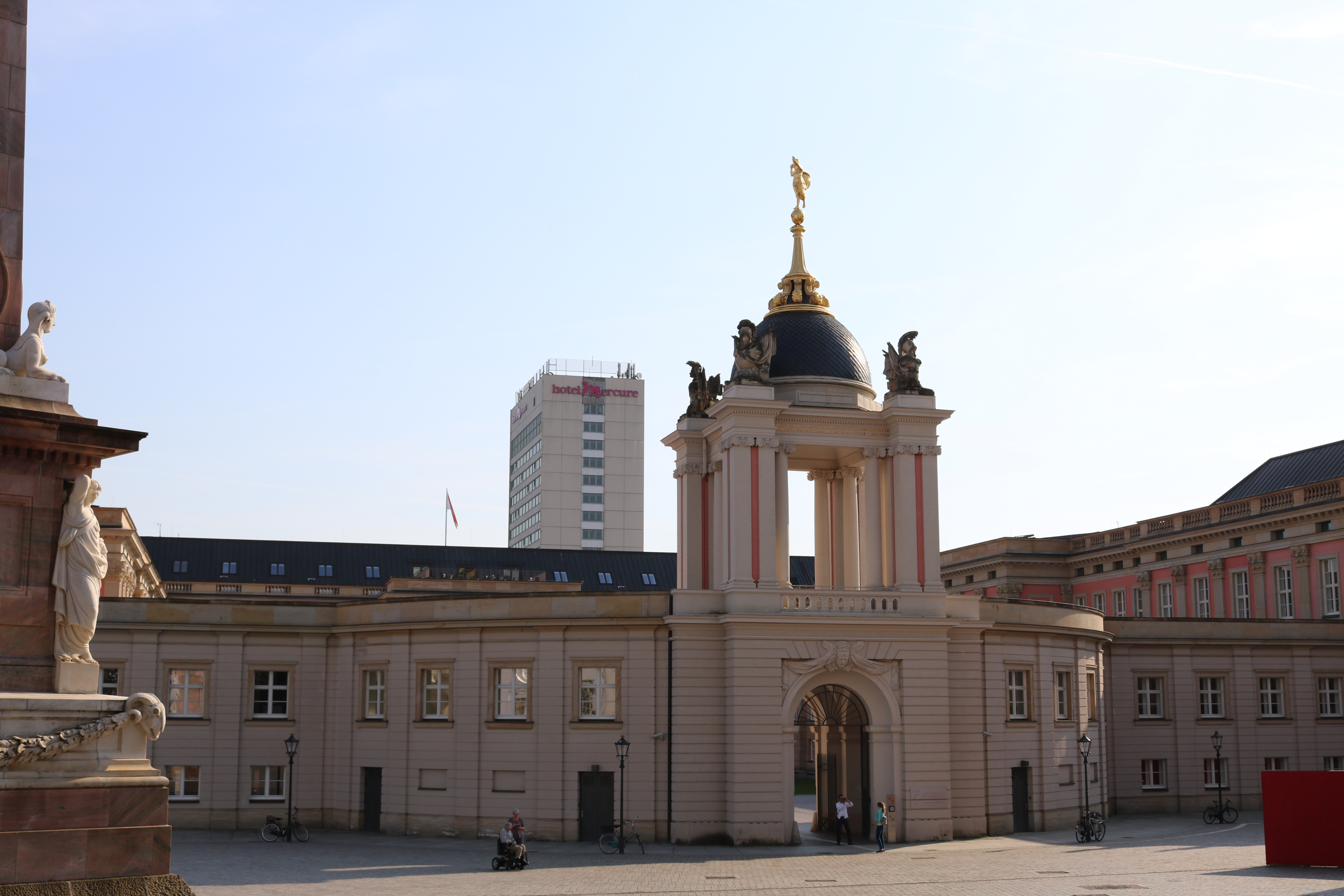
Fortunaportal im rekonstruierten Stadtschloss mit dritter Trophäe seit 2014

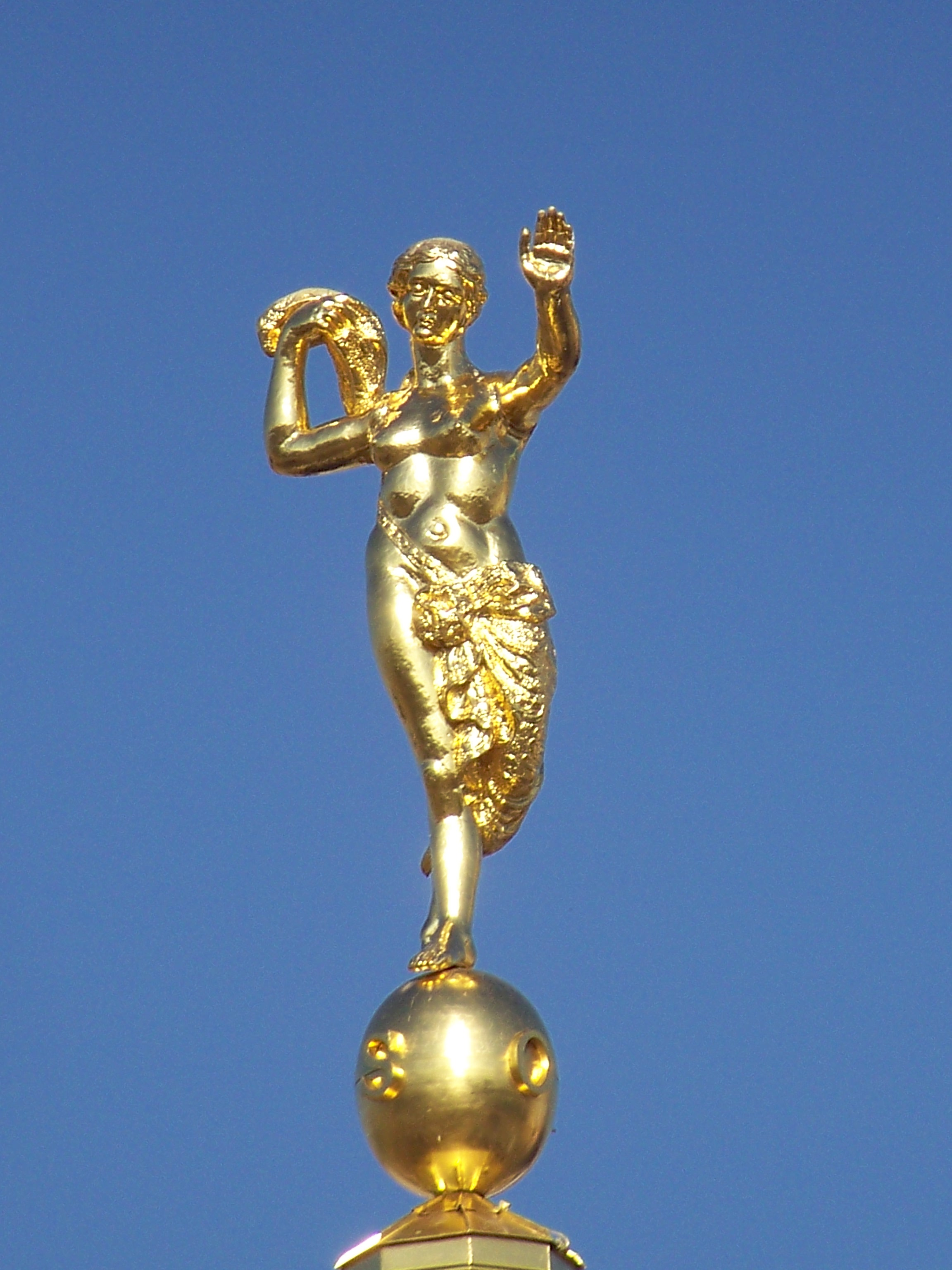
Glücksgöttin Fortuna auf der Kuppel

Das Fortunaportal auf dem Alten Markt in Potsdam, gegenüber der Kirche St. Nikolai, wurde vom holländischen Architekten Jean de Bodt im Jahre 1701 als Eingangstor zum Potsdamer Stadtschloss entworfen und 1701 aus Anlass der Selbstkrönung des Kurfürsten Friedrich III. zum König Friedrich I. in Preußen eingeweiht. Die Errichtung des Fortunaportals gilt seitdem als der Beginn der klassischen Potsdamer Baukunst.
Nach Bombenschäden, die der Bau 1945 erlitt, wurden die Reste 1960 gesprengt. In den 1990er Jahren wurden private Mittel für seine Rekonstruktion gesammelt, die im Jahr 2000 begonnen wurde.

## Geschichte
Beim schwersten Angriff auf Potsdam durch britische Bomber in der Nacht des 14. April 1945 (Potsdamer Bombennacht) wurden Schloss und Portal stark beschädigt. Als Ende der 1950er Jahre der Abriss des Stadtschlosses beschlossen wurde, entschied der damalige Staats- und Parteichef Walter Ulbricht auch den Abriss des Fortunaportals. Das gesamte Ensemble sollte vernichtet werden, da es nicht der städtebaulichen Architektur einer neuen sozialistischen Stadt entsprach. Trotz heftiger Proteste wurde dieses Vorhaben im November 1959 von der Volkskammer abgesegnet. Nachdem einige wenige Schmuckelemente entfernt worden waren, begann hier die erste von insgesamt 18 Sprengungen des Stadtschlosses (Seitenflügel gesprengt). Am 18. Januar 1960 sollte der Kopf der Minerva gesprengt werden. Das Entfernen der noch gut erhaltenen Sandsteinfiguren war strengstens untersagt worden; sie sollten als kriegerische Symbole vernichtet werden. So konnten nur sehr wenige originale Teile gerettet werden. Den Kopf der Minerva fand man schließlich in den Trümmern der anderen gesprengten Bauteile des Stadtschlosses wieder und konnte ihn später restaurieren.

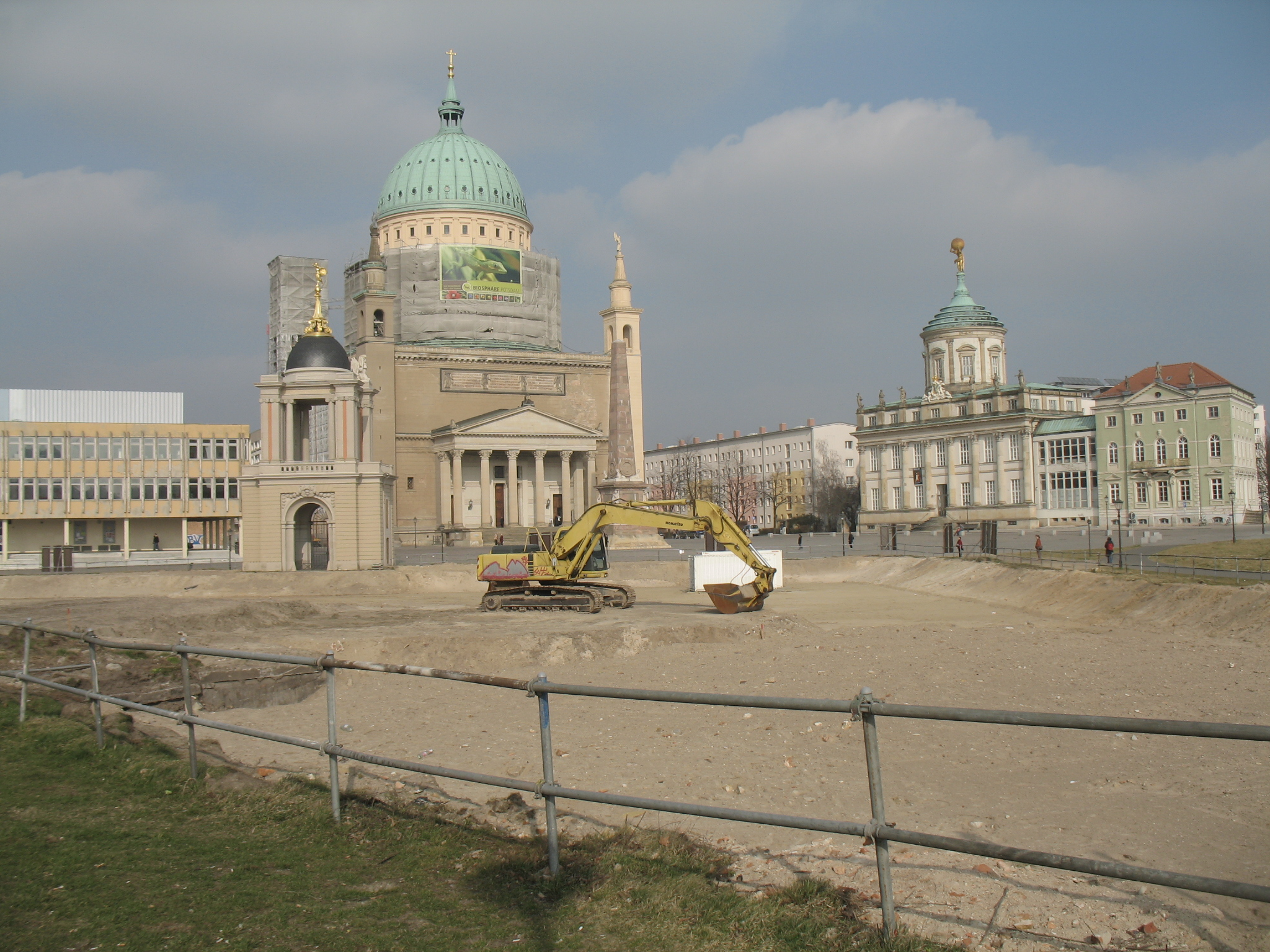
Fortunaportal 2008 mit dem Baufeld für den künftigen neuen Landtag

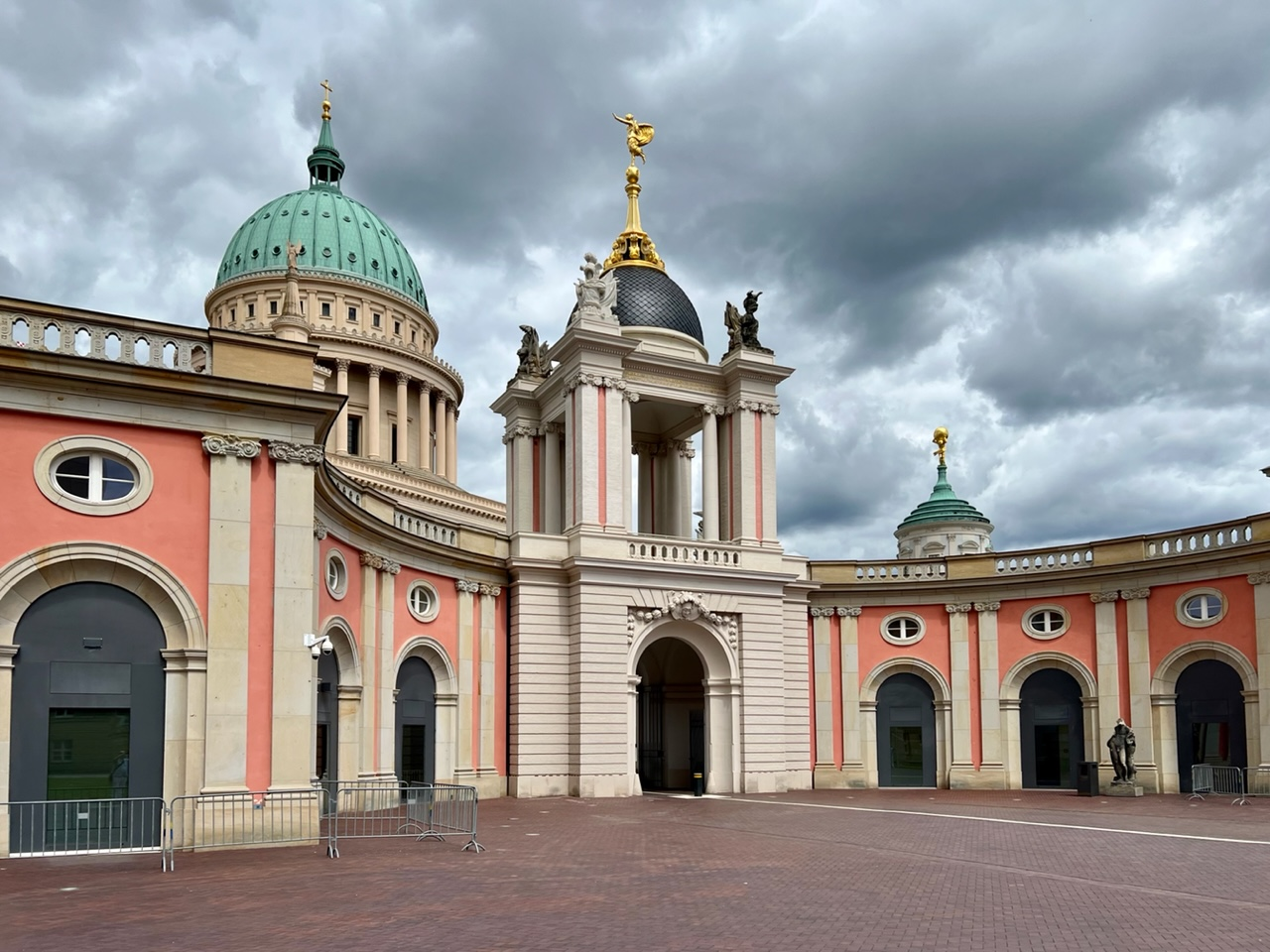
Fortunaportal 2022 vom Hof aus mit den vier Trophäen des Kuppelgeschosses

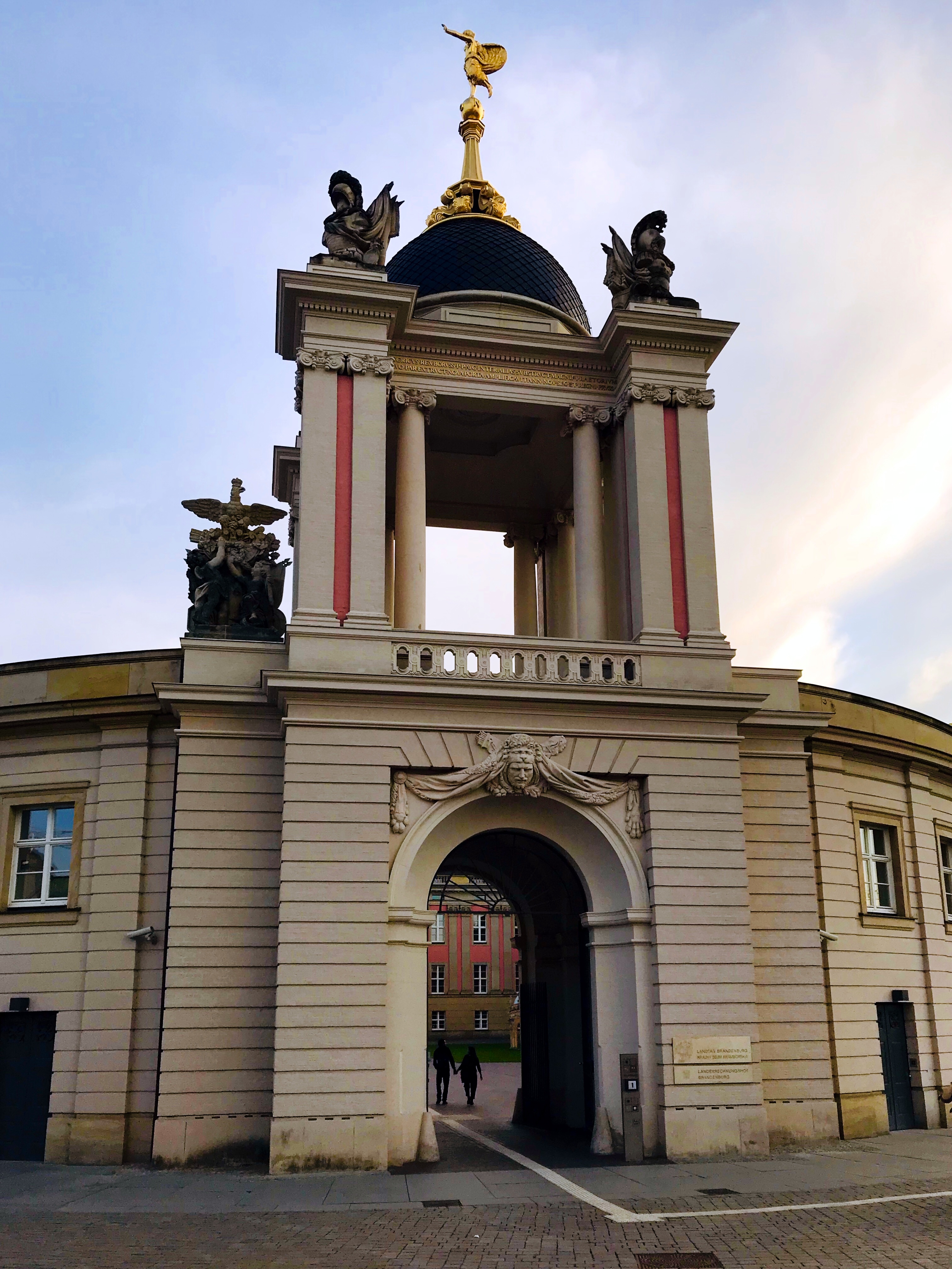
Fortunaportal mit den neuen Skulpturen

Im Jahr 2001 konnte auf dem Alten Markt das Fortunaportal nach insgesamt zweijähriger Bauzeit (der erste Spatenstich fand am 8. September 2000 statt) als erster Teil eines Ensembles rund um das künftige Stadtschloss wiederaufgebaut werden. Der originalgetreue Wiederaufbau, für den eine Bausumme von ca. drei Millionen Euro angesetzt war, erfolgte u. a. mit einer Spende der Zement- und Betonindustrie und des in Potsdam wohnenden Fernsehmoderators Günther Jauch, wobei dieser eine Werbeinitiative unterstützte und zugunsten des Wiederaufbaus auf den Großteil seiner Tantiemen verzichtete. Anders als beim später beschlossenen Bau des neuen Landtagsgebäudes, dessen Baukonzept sich nur äußerlich am historischen Stadtschloss orientiert, ist das Fortunaportal mit seinen Skulpturen eine originalgetreue Rekonstruktion nach historischem Vorbild mittels historischer Aufnahmen auf dem noch vorhandenen Fundament. Das 27 Meter hohe Portal wurde – wie schon das Original – aus sächsischem Sandstein erbaut.
Die Kuppel des Portals wird bekrönt mit einer Statue der Glücksgöttin Fortuna, welche sich im Wind dreht und dem Portal seinen Namen gab. Sie wurde aus dünnem Kupferblech gefertigt und anschließend vergoldet. In der 2,15 Meter hohen und rund 5 Zentner schweren Figur wurden bei der Einweihung, am 12. Oktober 2002, u. a. durch Günther Jauch und Oberbürgermeister Jann Jakobs, in der Funktion einer Zeitkapsel verschiedene Dokumente für die Nachwelt hinterlegt. Die Schlusssteine, die den bildhauerischen Schmuck auf beiden Seiten des Torbogens bilden, stellen Minerva und Herkules dar. Die gemeinsame Sichtachse der Kuppeln der Nikolaikirche, des Alten Rathauses und des Fortunaportals mit seinem hohen Wiedererkennungswert wirbt seitdem wieder für die brandenburgische Landeshauptstadt und dient häufig als Hintergrund für überregionale Berichterstattung aus dem Land Brandenburg und als Kulisse für Neujahrsansprachen des Ministerpräsidenten.

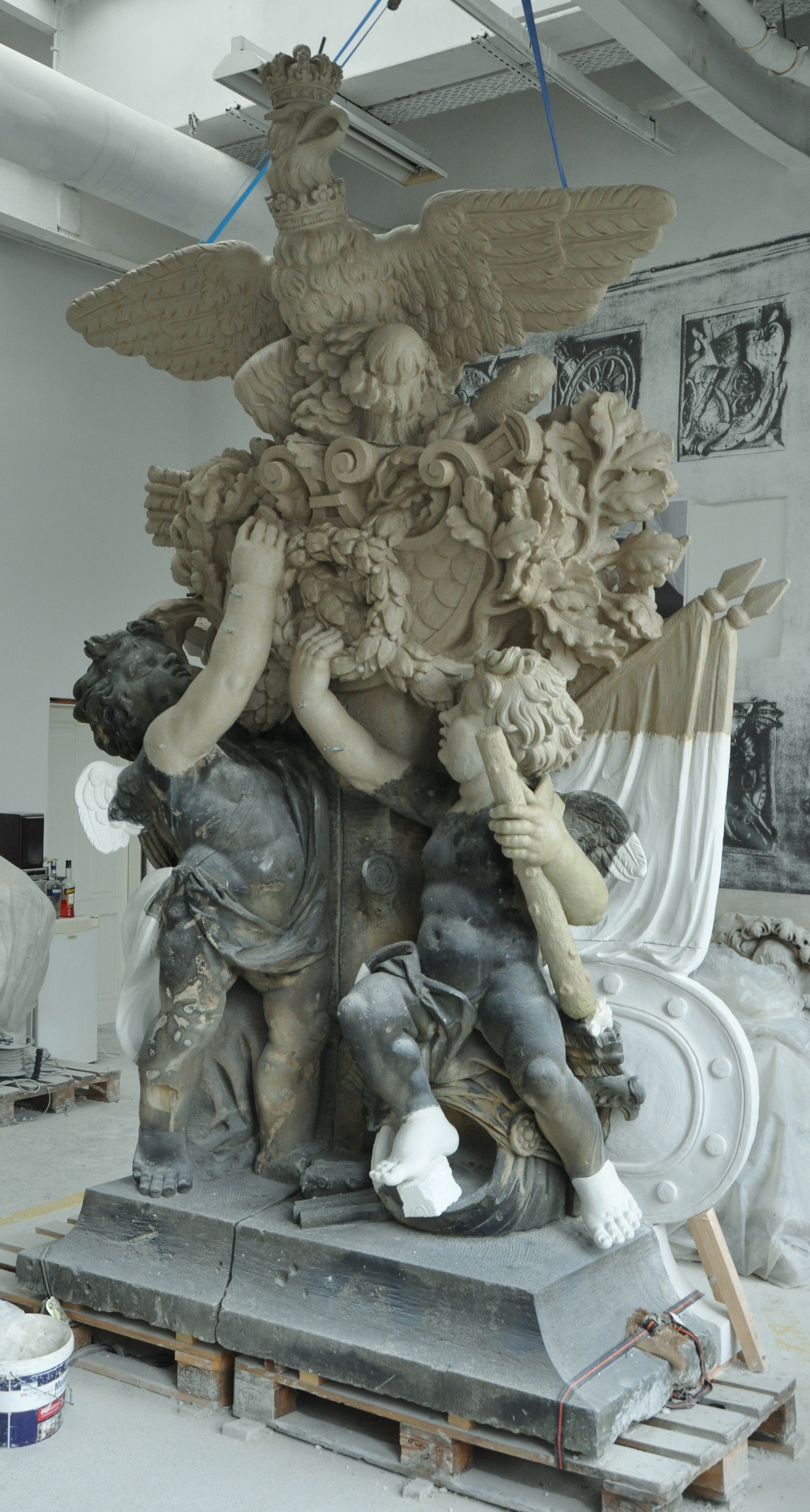
Das Modell einer der vier Adlergruppen des Galeriegeschosses. Es zeigt die erhaltenen Fragmente mit Ergänzungen

Noch immer bildet das Portal nur einen Torso, da es aufgrund der erforderlichen hohen handwerklichen und künstlerischen Maßstäbe des Wiederaufbaus, der sich an den Vorgaben des Originals orientiert, nicht möglich war, die insgesamt acht fehlenden großen Skulpturengruppen zeitgleich zu rekonstruieren. Erst während und nach der Errichtung des Schloss-Nachbaus führten und führen regionale und überregionale Handwerker diese Arbeiten aus. Der Bauschmuck wird ausschließlich durch Spenden der Bürgerschaft bezahlt, nachdem der Brandenburgische Landtag 2005 die Aufstellung des Skulpurenschmuckes auf dem Potsdamer Stadtschloss unter der Bedingung der Privatfinanzierung gestattet hatte.
Im März 2007 wurden die ersten beiden neu gefertigten Skulpturen an ihren Platz auf dem oberen Podest neben der Kuppel gehoben.
Am 27. August 2014 setzte ein Kran eine dritte Figur, die als Drachentrophäe bezeichnet wird, auf die südöstliche Ecke des Portals. Sie war im Atelier des Bildhauers Eduardo Strauch nach vorheriger Gipsmodellierung in Sandstein geschlagen worden und enthält alle noch aufgefundenen Originalteile. Im September 2018 wurde eine erste Adlergruppe (Marktseite links) auf dem Galeriegeschoss des Fortunaportals aufgestellt.

## Früheres Aussehen

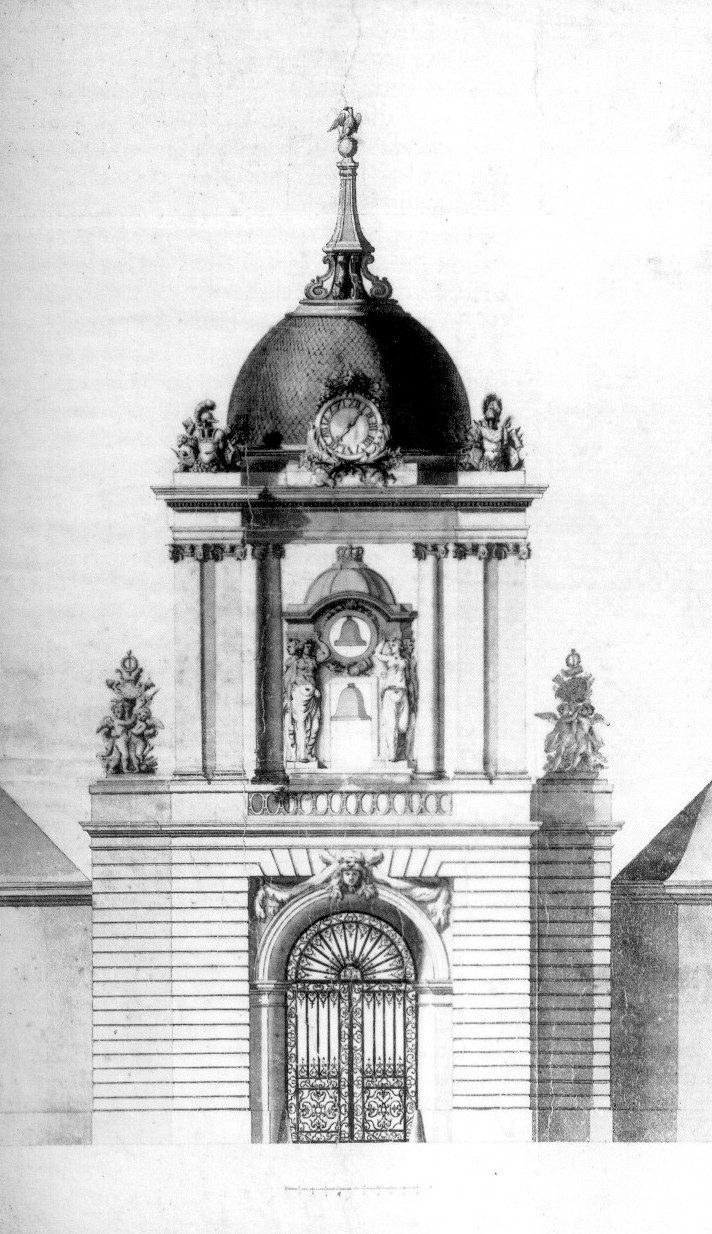
Jean de Bodt, 1700

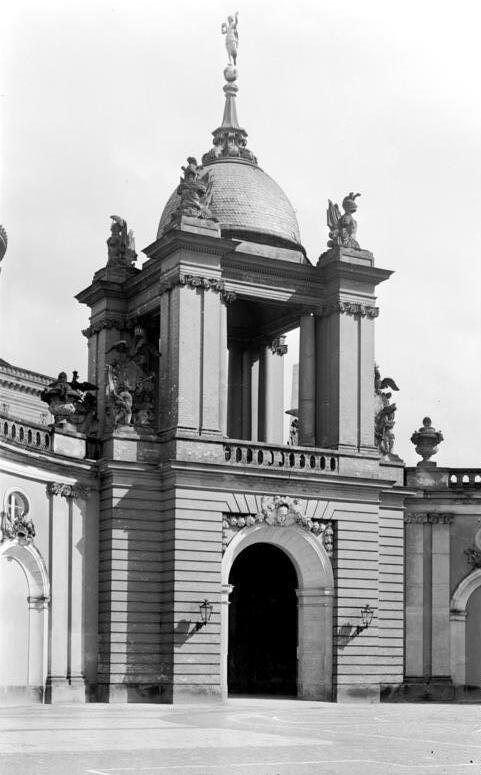
Fortunaportal 1928

Architektur und Skulpturen des Fortunaportals bilden eine Einheit. Auf den vier Pfeilern des Galeriegeschosses rahmten ursprünglich vier Plastiken den Kuppelaufsatz. Die Kuppel selbst wurde ebenfalls von vier Trophäen eingebunden. Diese Sandsteinarbeiten fassten und lockerten in einem genau ausgerechneten Gleichgewicht die Silhouette des Portals auf. Über all diesem balancierte die Göttin Fortuna, ebenso stand der Preußenadler in der unteren Ebene auf einer Kugel. Das Füllhorn der Fortuna steht für die staatliche Wohlfahrt. Die vier Skulpturen des Fortunaportals sind mit hoher Wahrscheinlichkeit von den Künstlern Guillaume Hulot und René Charpentier (1680–1723) erschaffen worden.
Die unteren vier Adlergruppen hatten Abmessungen von ca. 3,80 Meter auf 2,40 Meter und wogen ursprünglich fast neun Tonnen. Sie waren damit Anfang des 18. Jahrhunderts die ersten freistehenden Monumentalplastiken in der neueren Baugeschichte der Mark Brandenburg.